# 硝酸鎂
硝酸鎂是鎂元素的硝酸鹽，具有吸濕性，在潮湿的空氣中能快速与水反应形成六水合硝酸鎂[Mg(NO3)2·6H2O]。硝酸鎂易溶於水或乙醇。水溶液呈中性。

## 用途
硝酸鎂的主要用途是浓缩硝酸，并常被用於印刷业及化工业，也用于制造陶瓷和肥料。

## 生產
硝酸镁可由硝酸直接與金屬鎂反應获得：
HNO3 + Mg → Mg(NO3)2 + 氮氧化物
或氧化鎂與硝酸反應：
2 HNO3 + MgO → Mg(NO3)2 + H2O
氫氧化鎂與硝酸銨反應：
Mg(OH)2 + 2 NH4NO3 → Mg(NO3)2 + 2 NH3 + 2 H2O

## 反應
硝酸鎂與氫氧化鈉反應，生成硝酸鈉及氫氧化鎂：
Mg(NO3)2 + 2 NaOH → Mg(OH)2↓ + 2 NaNO3
硝酸鎂加熱超过一定温度时将分解为氧化鎂、二氧化氮及氧氣：
2 Mg(NO3)2 → 2 MgO + 4 NO2 + O2

## 外部連結
- International Chemical Safety Card 1041 （页面存档备份，存于）
- Liquid Chemistry
- Nitromagnesite Mineral Data （页面存档备份，存于）
- Magnesium Nitrate MSDS （页面存档备份，存于）